# Windows ME
Windows ME (Millennium Edition) je již nepodporovaný operační systém společnosti Microsoft. Byl poprvé vydán 19. června 2000. Měl být vylepšením stávajících Windows 98 a byl posledním systémem běžícím jako nadstavba nad MS-DOS. (Další produkty používají už výhradně jádro založené na Windows NT.) Tak byly Windows 2000 určeny na práci a nasazení ve firmách, Windows ME se zaměřoval na domácí uživatele.
Windows ME přebírají nový vzhled z Windows 2000. Měly mít vylepšenou stabilitu i bezpečnost. Ovšem bezpečnosti jádra Windows NT se rovnat nemohou. Změněno bylo i spouštění systému – informace a funkce, které jsou ve Windows 95/98 načítány ze souborů AUTOEXEC.BAT a CONFIG.SYS, byly přesunuty do jádra systému a byl zakázán reálný režim MS-DOSu, díky čemuž by se Windows ME měly spouštět rychleji. Snahy o vylepšení nebyly ale příliš úspěšné, systém se příliš nerozšířil, byl uživatelsky velmi neoblíbený a byl již po zhruba jednom roce nahrazen Windows XP.
Kromě vzhledu přebraly Windows ME z Windows 2000 i některé nové funkce jako Universal Plug-and-play, Ochrana systémových souborů či Automatické aktualizace (a mimo jiné také standardně obsahují ovladače pro USB Mass Storage). Dále obsahují navíc (oproti Windows 2000) některé další aplikace či funkce (Internet Explorer 5.5, Windows Media Player 7, Windows Movie Maker, Komprimované složky…), grafické rozhraní pro ScanDisk (oproti textovému rozhraní ScanDisku ve Windows 95/98), a také obsahovaly novou funkci System Restore – obnovení předchozího nastavení v případě havárie systému.

## Historie
V roce 1998 Microsoft uvedl, že neexistuje žádná verze Windows 9x po Windows 98. V květnu 1999 však společnost vydala druhé vydání Microsoft Windows 98, poté oznámil novou verzi systému Windows 9x. V roce 2000 byla tato verze vydána jako Windows Millennium Edition (Windows ME).
V průběhu vývoje byly k dispozici nejméně 3 beta verze systému Windows ME. Dne 24. září 1999, Microsoft oznámil, že Windows Millennium Beta 1 byl spuštěn. Windows Millennium Beta 2 byl spuštěn 24. listopadu 1999, a byl obohacen o pár nových funkcí, jako je ochrana systémových souborů a Game Options Control Panel. Beta 3 byla vydána 11. dubna 2000, dostupná pro veřejnost byla 31. prosince 2000.

## Nové funkce a komponenty

### Obnovení systému
Ve Windows ME byla poprvé představena funkce Obnovení systému (anglicky System restore), která umožňovala obnovit předchozí stav systému, což může být užitečné například v případě, kdy byly nainstalovány problémové ovladače nebo aplikace a systém kvůli tomu nepracoval správně. Tato funkce funguje tak, že sleduje změny systémových souborů a registrů, a dojde-li k jejich změně (k té dochází právě při instalaci ovladačů či aplikací), je vytvořen tzv. bod obnovení. (Na základě bodů obnovení pak probíhá obnovení systému.) Bod obnovení lze vytvořit i ručně. Tato funkce však má i své nevýhody – může zpomalovat počítač (v případě, že se systém rozhodne vytvořit bod obnovení, zatímco uživatel něco dělá), body obnovení jsou roztroušeny po všech jednotkách (v kořenovém adresáři každé jednotky je uložen adresář _RESTORE), a navíc se vám někdy může stát, že pomocí této funkce obnovíte virus, který jste předtím odstranili. Vylepšená verze této funkce je obsažena také ve Windows XP.

### Ochrana systémových souborů
Ochrana systémových souborů (anglicky Windows File Protection) představena už ve Windows 2000. Má za úkol chránit důležité systémové soubory před změnou. V případě, že se nějaká aplikace či uživatel pokusí odstranit nebo přepsat starší verzí důležité systémové soubory, Windows „tajně“ vytvoří kopii těchto důležitých souborů, a poté je obnoví do jejich původního stavu.
Tato funkce je také ve Windows 2000 a Windows XP.

### Automatické aktualizace
Automatické aktualizace (anglicky Automatic Updates) kontrolují, automaticky stahují a instalují kritické záplaty, které jsou dostupné na Windows Update, uživateli stačí pouze instalaci potvrdit. Jako výchozí je nastaveno, aby se Windows Update kontrolovala každých 24 hodin. Tato komponenta je také ve Windows XP a Windows 2000 SP3 a vyšší.

### Komprimované složky
Funkce Komprimované složky umožňuje uživatelům pracovat se ZIP soubory přes Průzkumníka, aniž by k tomu byl potřeba nějaký další program. Soubory ZIP mají ikonu složky se zipem. Tuto funkci tvoří knihovny zipfldr.dll (rozšíření Průzkumníka, které umožňuje procházet ZIP souborem, jako by to byla složka), dzip32.dll (komprese souborů) a dunzip32.dll (dekomprese souborů).
Zda bude tato funkce nainstalována či nikoli, lze nastavit při instalaci systému i dodatečně. Tato funkce byla obsažena v balíku Plus! pro Windows 98 a vylepšená verze této funkce byla standardně i ve Windows XP.

## Odstraněné funkce

### Režim DOS
Jedna z nejvíce publikovaných změn z Windows 98 byla, že Windows ME nedisponoval nadále režimem MS-DOS. Podle společnosti Microsoft byl počítač, po odstranění plnohodnotného MS-DOS režimu, schopen poskytnout vyšší čtecí výkon. Config.sys a Autoexec.bat nejsou již nadále načítány během spuštění pomocí IO.SYS.

## Média
Windows Movie Maker: Tento nástroj je postaven na DirectShow a Windows Media technologii s cílem poskytnout počítačovému systému Windows funkci záznam videa a možností úprav.Umožňuje uživatelům záznam médií, jejich úpravy včetně změny formátu, velikosti souboru za účelem minimalizace nároků na volné místo na pevném disku nebo jiném nosiči dat. Díky tomu má tento formát mnohem nižší nároky na volné místo ve srovnání s mnoha jinými formáty médií.
Windows Media Player 7 nabízí mnoho nových funkcí a schopností ve srovnání s předchozími verzemi, včetně WindowsMedia.com. Kupříkladu je možné uvést uživatelský manuál, rádiový tuner. Tyto nové funkce jsou integrovanou součástí přehrávače stejně jako jukebox, volby přehrávání a možnost změny vzhledu přehrávače a uživatelského rozhraní, který si uživatel může nastavit dle svých požadavků a představ.
Windows DVD přehrávač: Microsoft do Windows ME zařadil také přepracovanou verzi svého DVD přehrávače. Na rozdíl od verze z Windows 98 podporovala nová verze, ve Windows Me, softwarové dekódování pro přehrávání DVD filmů bez vlastní dekódovací karty.
Image Preview: V operačním systému Windows ME bylo možné zobrazit fotografie či obrázky pomocí softwaru Image Preview. Tento nástroj umožňoval uživateli otočení obrázku či fotografie, jejich tisk nebo například funkci lupa. Image Preview podporoval obrázky ve formátu BMP, .DIB, .EMF, .GIF, .JPEG, .PNG, .TIF a .WMF. Nástroj My Pictures umožňoval zobrazení náhledu obrázku nebo fotografie ve složce.
Hry: Windows ME obsahoval verzi 7.1 DirectX API, která umožňovala DirectPlay Voice a mimo jiné nabízela také několik nových her jako: Backgammon, Dáma, Srdce, Reversi, Spades, Spider, Solitaire a populární Pinball. Poslední verzí DirectX pro Windows Me, byla DirectX 9.0c, která byla spuštěna 7. 4. 2006.

## Systémové požadavky
Minimální:
- Procesor: 150 MHz – Intel Pentium kompatibilní
- Místo na HDD: 320 MB
- Operační paměť: 32 MB

Doporučené:
- Procesor: 300 MHz – Intel Pentium II kompatibilní
- Místo na HDD: 2 GB
- Operační paměť: 96 MB

Pozn.: Pokud se instalační program spustí s parametrem /nm, nebude se testovat, zda má počítač dostatečný výkon.